# Dráhové kolo

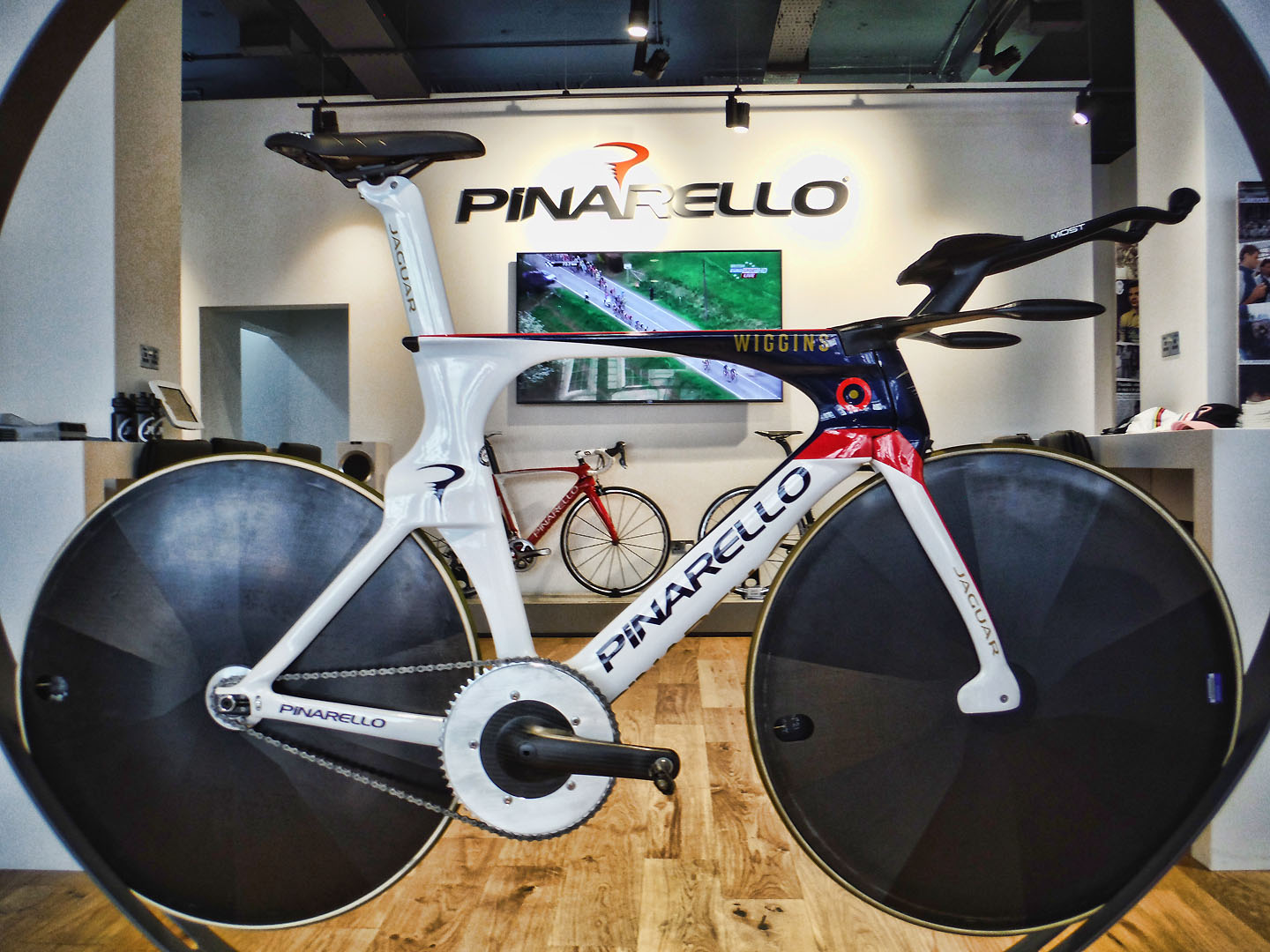
Dráhové kolo

Dráhové kolo je jízdní kolo speciálně uzpůsobené pro dráhovou cyklistiku a jízdu na velodromu. Jedná se o typ kola s pevným převodem. Je to nejrychlejší druh kola, který existuje.

## Specifika
Konstrukcí jsou dráhová kola nejvíce podobná silničním kolům, ale nemají žádné převody ani brzdy. Celkově mají méně součástek a jsou tak jednodušší na opravu. Jsou stavěna s velkým ohledem na aerodynamiku a bývají lehčí. Mají často výše posazené sedlo pro více aerodynamický posed.
Kola jsou velmi úzká a mají vysoký tlak, aby se co nejvíce snížil valivý odpor.

## Galerie

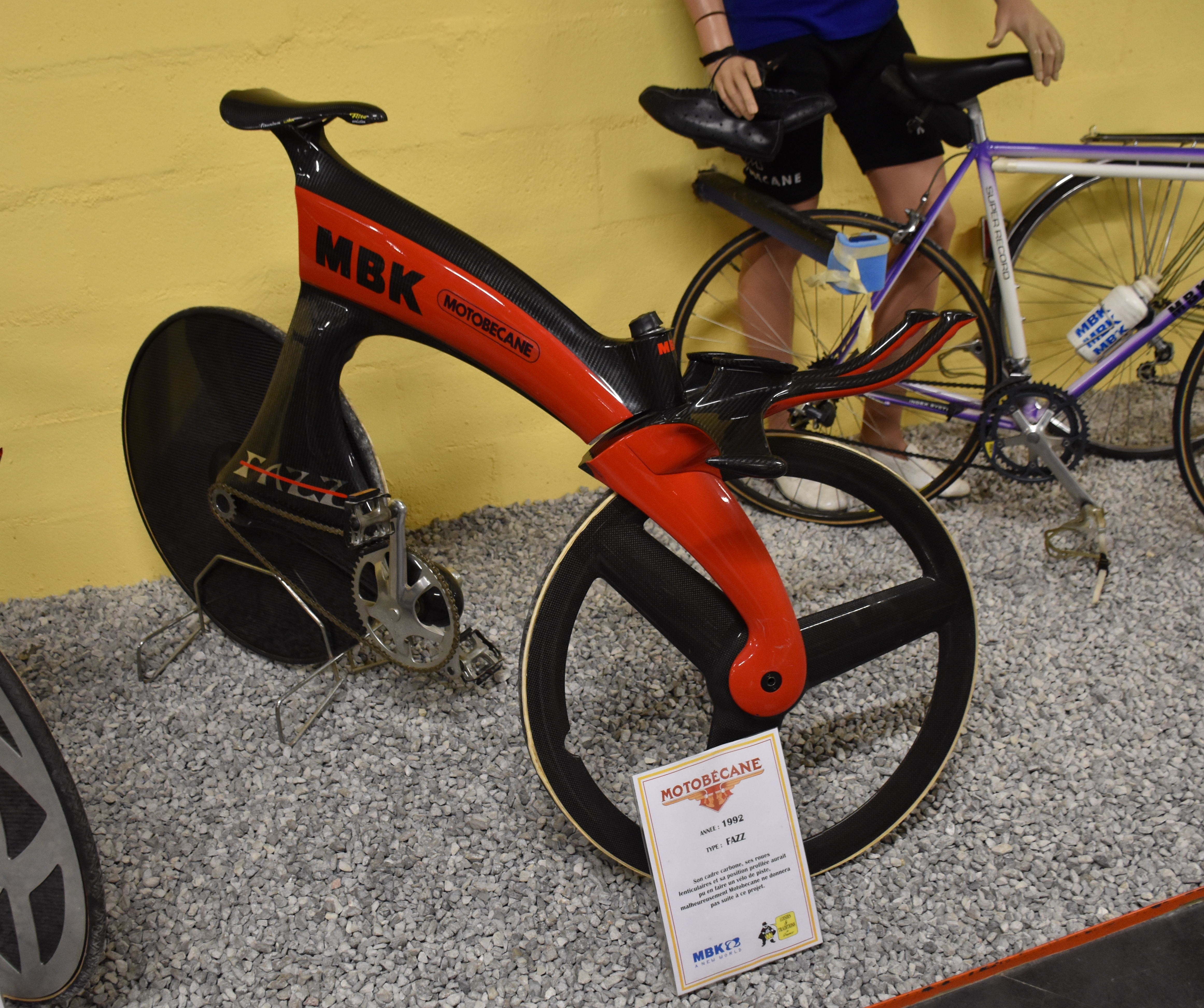
Prototyp karbonového kola od firmy Motobecane z roku 1992
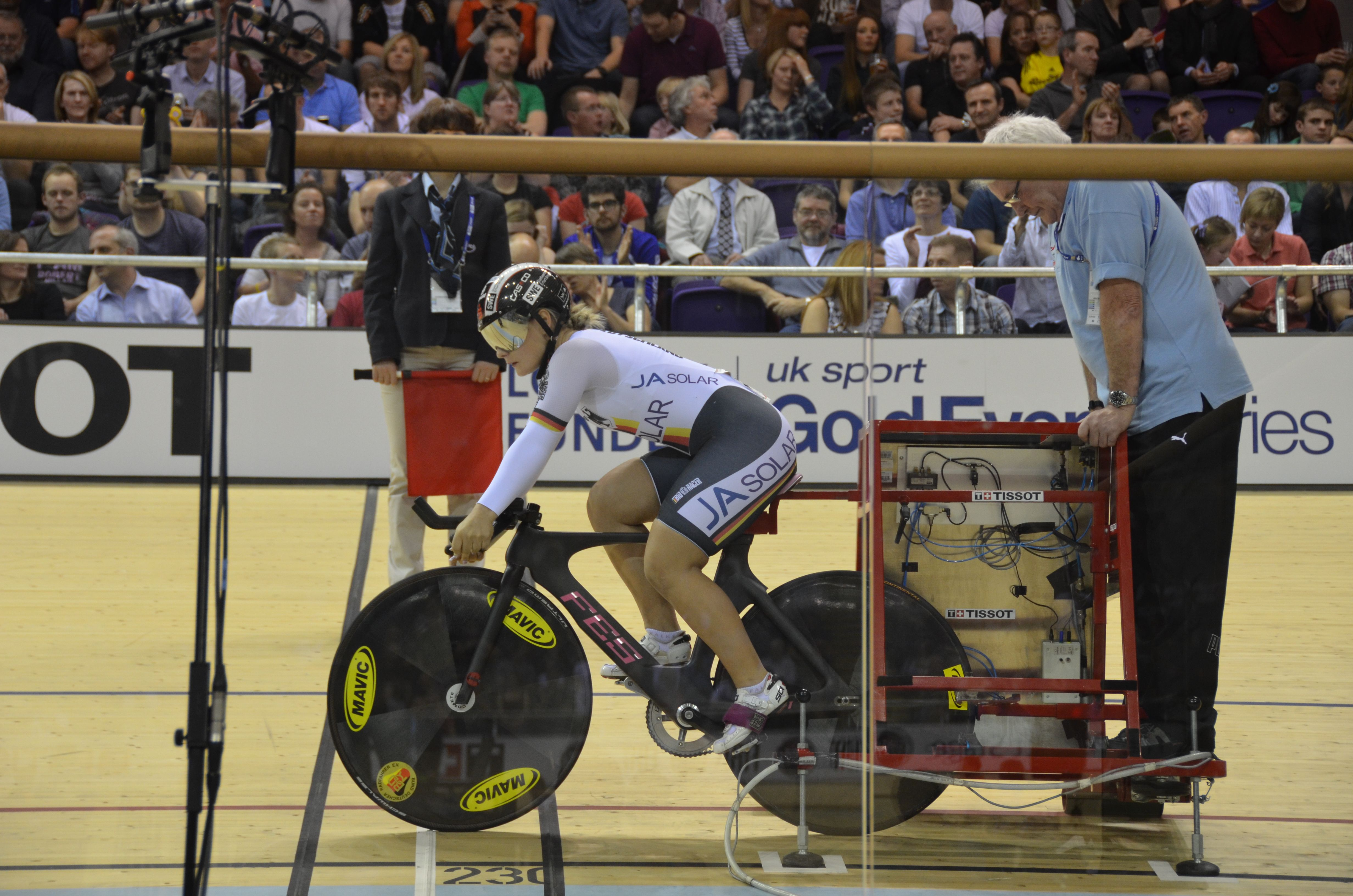
Cyklistka připravená ke startu
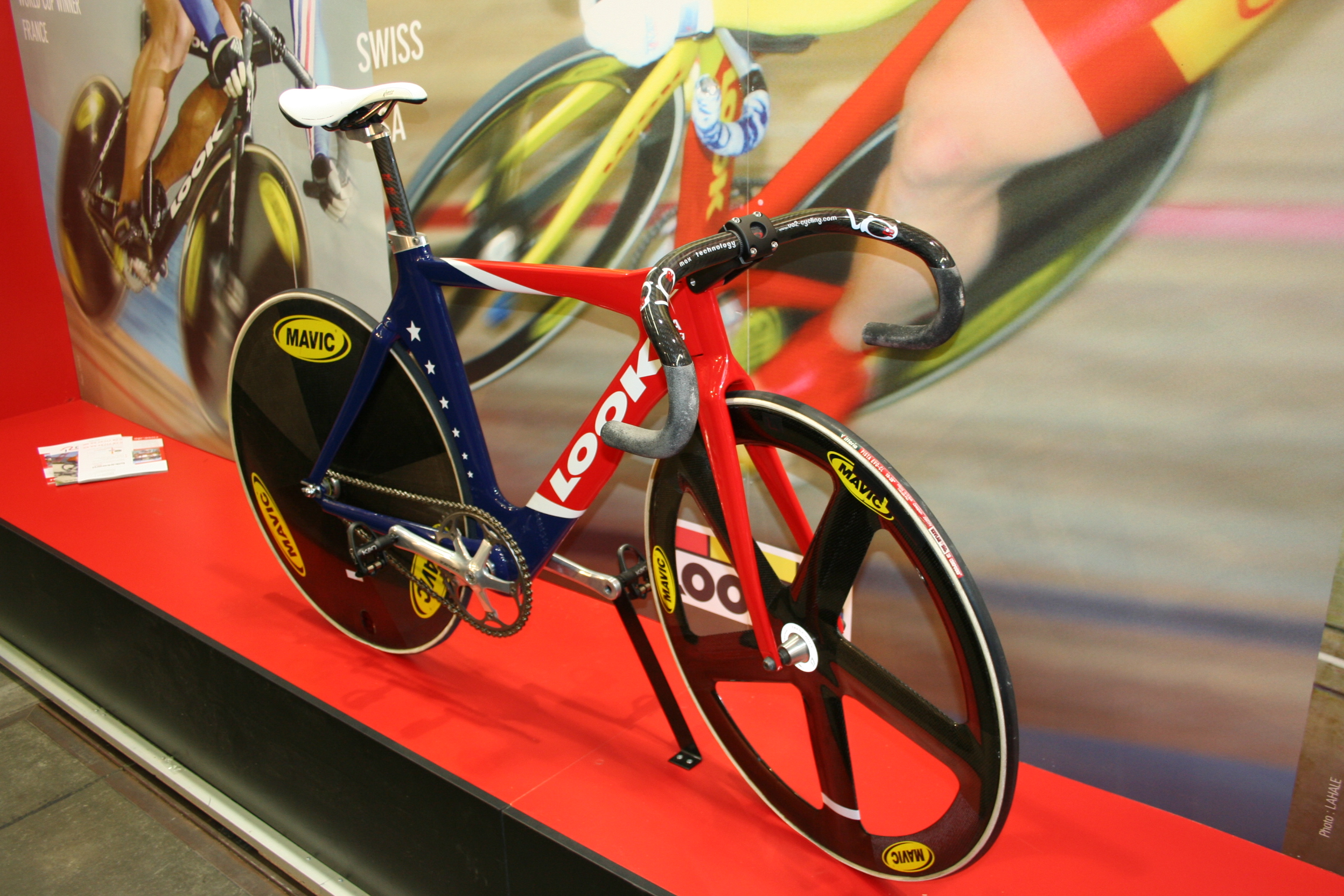
Dráhové kolo od francouzské značky Look
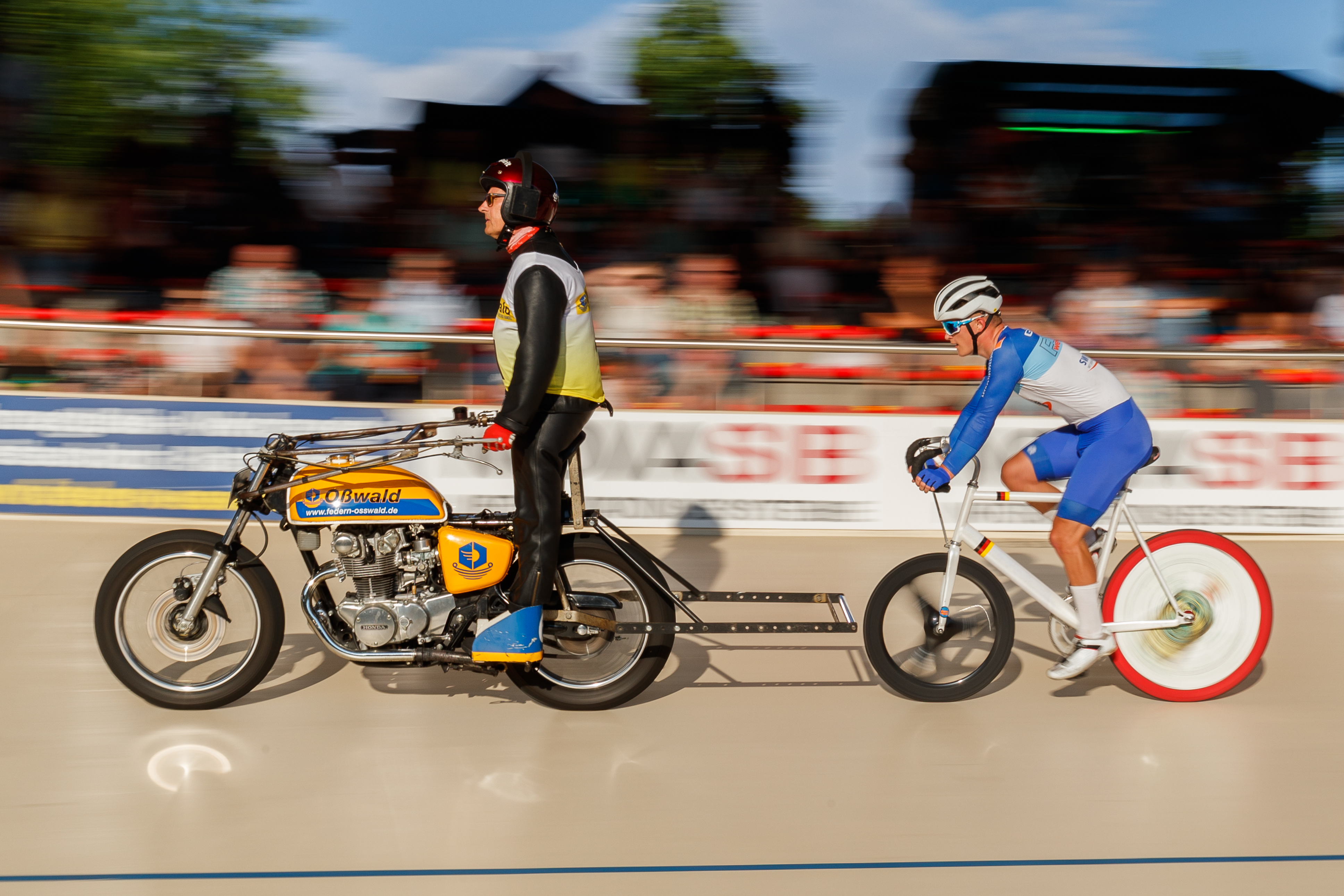
Závodník na dráze
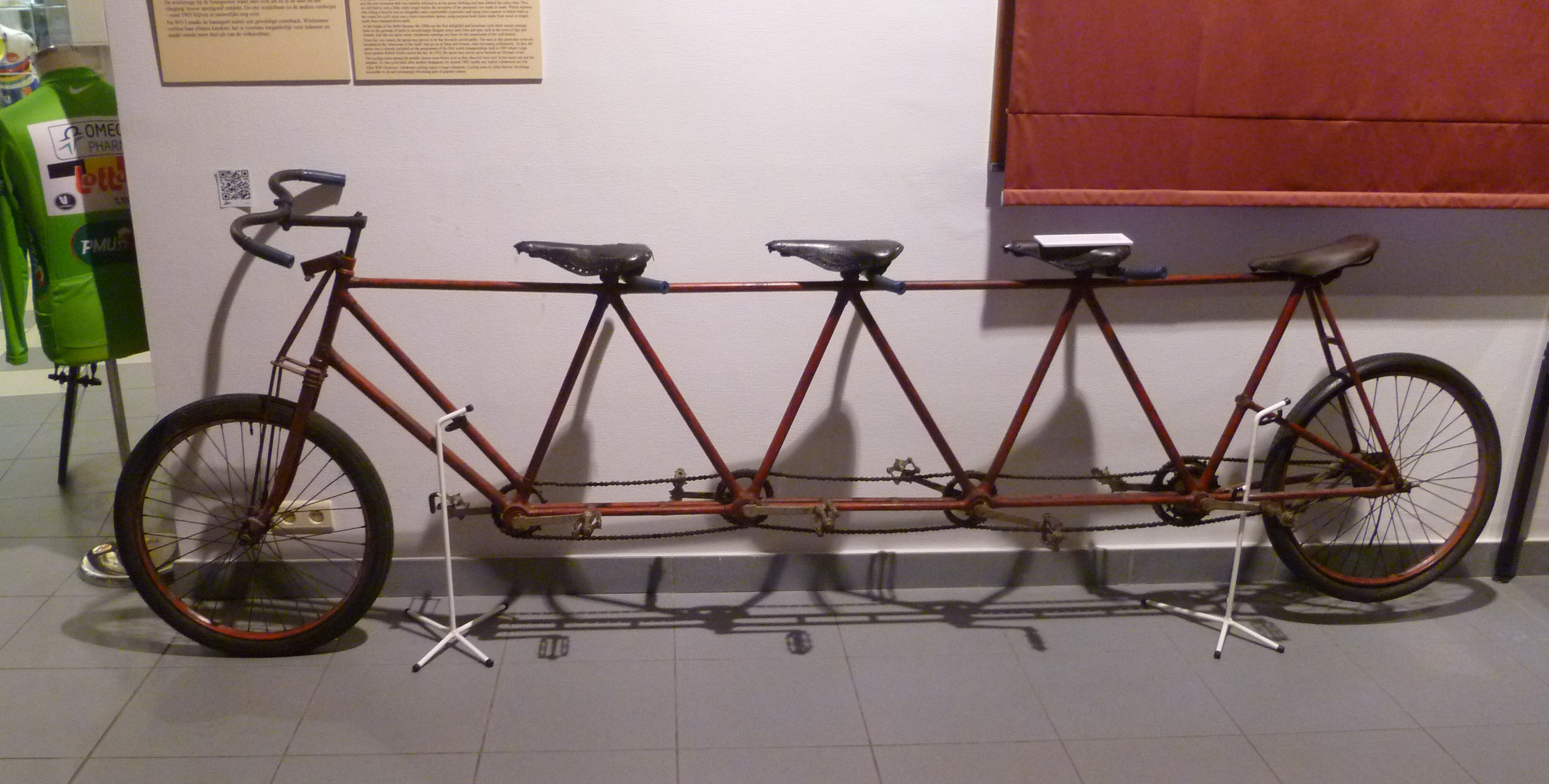
Staré dráhové kolo z roku 1893 pro 4 jezdce